# Vice maresciallo dell'aria

Distintivi di grato di vice maresciallo dell'aria della RAF

Vice maresciallo dell'aria è un grado della Royal Air Force e di numerose aeronautiche militari del Commonwealth e di paesi di tradizione britannica, superiore al commodoro dell'aria e inferiore a quello di maresciallo dell'aria. Il vice maresciallo dell'aria è generalmente posto al comando di un gruppo di volo (equivalente a una brigata aerea nell'Aeronautica Militare italiana); in alcune forze aeree nazionali molto piccole, spesso il grado è attribuito al comandante in capo dell'aeronautica militare. Il grado omologo nell'Aeronautica Militare Italiana è generale di divisione aerea.

## Uso nelle forze aeree mondiali
Originariamente utilizzato dalla Royal Air Force britannica sin dal 1919, il grado è stato poi adottato da altre forze aeree nel mondo. Nel sistema britannico un vice maresciallo dell'aria della RAF (in inglese air vice-marshal) è equivalente a un retroammiraglio della Royal Navy e a un maggior generale del British Army, e nella codifica NATO esso è un grado OF-7 o "a due stelle".
Oltre che dalla RAF, il grado è abitualmente in uso nelle forze aeree di Australia, Bangladesh, Ghana, Grecia (greco: Υποπτέραρχος: Ypopterarchos), India, Nuova Zelanda, Oman, Pakistan e Thailandia; la Malaysia utilizzò il grado fin quasi alla fine degli anni settanta quando la sua denominazione venne sostituita con quella di maggior generale. Nelle forze aeree dell'Indonesia è presente il grado di marsekal muda (letteralmente "maresciallo inferiore"), abitualmente identificato con quello di vice maresciallo dell'aria..

### Canada
La Royal Canadian Air Force nonostante il Canada faccia parte del Commonwealth ha utilizzato il grado di Vice maresciallo dell'aria fino all'unificazione delle forze armate del 1968, quando l'aeronautica adottò il sistema di gradi dell'esercito sostituendo la denominazione del grado di Vice maresciallo dell'aria con quella di maggior generale. In precedenza la denominazione del grado era Air Vice-Marshal in inglese e Vice-maréchal de l'air  in francese.

### Nuova Zelanda
Nella Royal New Zealand Air Force il grado è riservato al comandante in capo dell'aeronautica neozelandese, mentre il grado superiore di Air marshal (maresciallo dell'aria) è riservato al capo di stato maggiore delle forze armate se appartenente all'aeronautica.

## Distintivi di grado

Distintivo di grado di un vice maresciallo dell'aria della RTAF
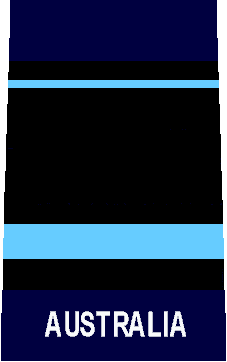
Distintivo di grado di un vice maresciallo dell'aria della RAAF
Distintivo di grado di un vice maresciallo dell'aria della RNZAF
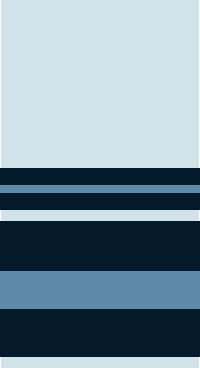
Distintivo di grado di un vice maresciallo dell'aria della Indian Air Force
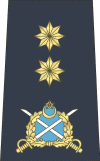
Distintivo di grado di un vice maresciallo dell'aria della Pakistan Air Force
Distintivo di grado di Ypopterarchos dell'aeronautica greca